# Jordin Sparks (album)
Jordin Sparks este albumul de debut al interpretei americane Jordin Sparks. Materialul a fost lansat în Statele Unite ale Americii la data de 20 noiembrie 2007, prin intermediul casei de discuri Jive Records.
Discul conține piesa „No Air” (un duet cu interpretul de muzică R&B Chris Brown), un hit de top 10 în majoritatea clasamentelor unde a activat. Pe album au mai fost incluse și extasele pe single This Is My Now, Tattoo sau One Step at a Time.

## Lista cântecelor
1. „Tattoo” –  3:54
2. „One Step at a Time” – 3:26
3. „No Air” (duet cu Chris Brown) – 4:24
4. „Freeze”  – 4:13
5. „Shy Boy” – 3:22
6. „Now You Tell Me” – 3:07
7. „Next To You”  – 3:17
8. „Just for the Record” – 3:56
9. „Permanent Monday” – 4:12
10. „Young and in Love” – 3:24
11. „See My Side” – 3:44
12. „God Loves Ugly” – 4:15

Cântece bonus
1. „This Is My Now” – 3:51
2. „Virginia Is for Lovers” – 3:25
3. „Save Me” – 3:40
4. „Worth the Wait” – 3:37

## Clasamente
| Clasament                | Poziția maximă | Referință |
| ------------------------ | -------------- | --------- |
| Austria Albums Chart     | 41             | [ 3 ]     |
| Australia Albums Chart   | 17             | [ 3 ]     |
| Belgium Albums Chart     | 66             | [ 3 ]     |
| Canada Albums Chart      | 12             | [ 4 ]     |
| Germany Albums Chart     | 42             | [ 3 ]     |
| Ireland Albums Chart     | 19             | [ 3 ]     |
| Netherlands Albums Chart | 41             | [ 3 ]     |
| New Zeeland Albums Chart | 10             | [ 3 ]     |
| Sweden Albums Chart      | 57             | [ 3 ]     |
| Swiss Albums Chart       | 29             | [ 3 ]     |
| UK Albums Chart          | 17             | [ 3 ]     |
| U.S. Billboard 200       | 10             | [ 3 ]     |